# Percy Weasley
Percy Weasley je izmišljena oseba iz serije Harry Potter pisateljice J. K. Rowling.
Je sin Molly in Arthurja Weasleyja. Je eden največjih skeptikov glede informacije o Mrlakensteinovi vrnitv. Ker pa njegova starša popolnoma zaupata Dumbledorju, se z njima hudo spre.
Med obiskovanjem Bradavičarke je zgleden študent, gryfondomski predstavnik študentov in predsednik študentskega sveta.
Po končanem šolanju hitro postane osebni pomočnik ministra za čaranje in se oddalji od Dumbledorja ter svojih staršev. Na koncu se poroči s Penelopo Bistropo, s katero imata tri otroke.